# Gheerkin de Hondt
Gheerkin de Hondt aussi Ge(r)rit ou Gheerart et Gerryt de Hont, est un compositeur de l’école franco-flamande qui vécut et travailla à Bruges ainsi qu’à Bois-le-Duc entre 1530 et 1547. 

## Biographie
Il est peut-être - et ce serait la première fois que son nom ait apparu dans des documents - le Gheerkin des archives administratives de la nouvelle église de Delft : il y est mentionné comme maître de chant entre 1520 et 1524.  Gheerkin fut de nouveau nommé maître de chant le 1er août 1530.  Le séjour à Delft de Gheerkin fut par ailleurs de courte durée : il repartit en février 1532.
Gheerkin quitta Delft en février 1532.  En juillet 1532, son nom réapparaît dans les livres de la paroisse de l'église Saint-Jacques de Bruges, où il occupa le poste de maître de chant dans une ville où il y avait au moins cinq églises où le chant était pratiqué à un niveau élevé.  Des compositeurs comme Obrecht, Appenzeller, Hellinck, Clemens non Papa et Richafort comptent parmi les maîtres de chant attachés à une des églises brugeoises. 
À l'automne 1539, Gheerkin de Hondt quitta Bruges pour pouvoir entrer au service du chapitre de Saint-Jean et de l'Illustre Confrérie de Notre-Dame à Bois-le-Duc.  À cette dernière société était également affilié un Jérôme Bosch.  La Confrérie, fondée en 1318, avait pour but principal la vénération de la Vierge Marie et disposait à cette fin d'une chapelle dans la cathédrale Saint-Jean, jadis l'unique grande église à Bois-le-Duc ; elle était en même temps église paroissiale et collégiale.  Comme nombre d'autres chantres, De Hondt servait à la chapelle de la Confrérie.  Au temps de De Hondt, des maîtres de chapelle comme Canis et Crecquillon, qui servaient l'empereur Charles V, ou Appenzeller, qui était au service de Marie de Hongrie, gouvernante des Pays-Bas, visitèrent la ville.  De Hondt occupa son poste jusqu'en 1547.  En tant que maître de chant, il était non seulement responsable de la musique dans la chapelle durant la messe et les vêpres, mais il l'était aussi pour les jeunes choristes, les enfants de chœur.  
Si l'on est moins bien renseigné sur le temps qu'il avait passé à la nouvelle église de Delft et à l'église Saint-Jacques de Bruges, les comptes de l'Illustre Confrérie présentent tout de même une source riche en information sur le séjour du compositeur à Bois-le-Duc.  Ainsi, on apprend que sa femme fut licenciée parce qu'elle avait négligé les enfants de chœur et qu'elle partit ensuite pour la Frise avec un des enfants de chœur, un certain Simon.  À part chanter les vêpres et la messe (chaque semaine et pendant les jours de fête), le chœur chantait presque tous les jours un hymne à la Vierge pour le compte de l'Illustre Confrérie de Notre-Dame.  Les chantres étaient présents pendant les services commémoratifs en l'honneur des membres défunts de la Confrérie.  Ils participaient aussi à la grande procession annuelle de Bois-le-Duc et aux repas que le noyau des membres de la Confrérie se préparait.  L'une des tâches de De Hondt, en sa qualité de maître de chant, consistait dans le recrutement de chanteurs ayant acquis quelque expérience.  Il était de coutume qu'un maître de chant à Bois-le-Duc retirait quelques bénéfices de la vente de l'une ou l'autre composition à l'un de ses frères.  Le compte de 1539-1540 indique la somme payée à De Hondt pour quelques motets.

## Œuvre
De Hondt écrivit cinq messes (entre autres une Missa Ceciliam cantate pii), quatre motets, huit chansons françaises et une chanson néerlandaise. Deux de ses messes ont été insérées dans un livre de chœur aujourd'hui conservé par les Frères des cygnes à Bois-le-Duc, dans leur maison (Zwanenbroedershuis), domicile de l'Illustre Confrérie de Notre-Dame.  Des nombreux motets qu'il avait composés, ceux qui sont conservés témoignent de son grand talent musical et de son habileté technique. Une harmonisation de la prière de table, le motet Benedicite Dominus, probablement écrit en 1540 pour la même Confrérie, fut chantée par la Schola Cantorum, le chœur de la cathédrale de Bois-le-Duc, successeur du petit groupe de chant du XVIe siècle. 
La seule chanson néerlandaise que l'on connaisse de De Hondt, Het was mij wel te vooren gheseijt (On m'avait bien prévenue) est une harmonisation à quatre voix d'une seule strophe de la chanson dont les paroles sont intégralement notées dans le célèbre chansonnier d'Anvers, dont l'unique exemplaire complet conservé de l'une de ses éditions date de 1544. La mise en musique par De Hondt figure non seulement dans le chansonnier de Zeghere van Male (1542), mais aussi dans l’Ierste musyck boexken de chansons néerlandaises, publié en 1551 par Tielman Susato,

## Ressources

### Discographie
Unique monographie discographique : 
- Gheerkin de Hondt - a Portrait, Egidius Kwartet, Et'cetera KTC 1300 (CD).

Deux versions, l'une vocale, l'autre instrumentale, de Het was mij wel te vooren gheseijt (On m'avait bien prévenue), sur :
- Musica aldersoetste Konst: Polyphonic songs from the Low Countries [enregistrement de 1985], Huelgas Ensemble, dirigé par Paul Van Nevel, Klara MMP 013, 2000 (CD).

### Sources
- (nl) Bonda, Jan Willem.  De meerstemmige Nederlandse liederen van de vijftiende en zestiende eeuw [Les chansons polyphoniques néerlandaises aux XVe et XVIe siècles], Hilversum, Verloren, 1996  (ISBN 978-90-655-0545-3).
- (nl) Roelvink, Véronique.  « « Gheerkin de Hondt na 450 jaar weer terug in Bossche Sint Jan: over Gheerkin de Hondt »(Archive.org • Wikiwix • Archive.is • Google • Que faire ?) », Oude Muziek Brabant, [En ligne], 2005, réf. du 22 octobre 2014.  [www.oudemuziekbrabant.nl].